# École normale supérieure de Bamako
Pour les autres articles nationaux ou selon les autres juridictions, voir École normale supérieure.
L’École normale supérieure (ENSup) de Bamako est située au Quartier du Fleuve.

## Historique
Créée en 1961 par le décret N°121/PG-RM, elle est ouverte en 1963. L’ENSup a pour missions la formation initiale des enseignants chargés principalement des enseignements disciplinaires au niveau secondaire général, au niveau de l’enseignement fondamental et dans les disciplines de bases de l’enseignement technique et professionnel.
Cette formation se structure en deux filières :
- La filière des professeurs d’enseignement secondaire (PES) dans dix (10) disciplines (mathématiques, physique et chimie, histoire et géographie, philo-psycho-pédagogie, anglais, lettres (français), arabe, russe, allemand, biologie.
- La filière des professeurs d’enseignement dans les séries lettres, histoire et géographie, anglais et sciences.

## Statut juridique
L’ordonnance no 10 – 026 PG – RM du 04 août 2010 portant création de l’École Normale Supérieure de Bamako dispose en son article 1er CHAPITRE : De la création et des missions « Il est créé un Établissement Public à Caractère Scientifique et Technologique dénommé École Normale Supérieure de Bamako, en abrégé ENSup » 

## Missions
L’ordonnance no 10 – 026 PG – RM du 04 août 2010 fixe les missions de l’ENSup à savoir :
- la formation initiale des professeurs de l’enseignement secondaire général et de l’enseignement normal et fondamental ;
- la formation qualifiante des conseillers pédagogiques et des inspecteurs de l’enseignement fondamental ;
- la formation continue des administrateurs scolaires ;
- la formation post-universitaire ;
- la recherche scientifique, technologique et pédagogique ;
- la préparation aux concours de l’agrégation de l’Enseignement Secondaire ;
- le développement des connaissances et des savoir-faire.

## Administration
L’École Normale Supérieure de Bamako est placée sous la tutelle du Ministère de l’Enseignement Supérieur et de Recherche scientifique (MESRS). Le décret no 10 – 523 PG – RM du 21 septembre 2011 précise les organes d’administration et de gestion de l’établissement que sont :
- le conseil d’administration ;
- le directeur général ;
- le directeur des études ;
- le directeur de recherche ;
- le secrétaire général ;
- l’agence comptable ;
- le service de la bibliothèque ;
- les structures pédagogiques et de recherche (Département d’Enseignement et de Recherche (DER), La Cellule de Formation Continue (CFC); Le Conseil pédagogique et scientifique).

L'actuel Directeur est: Dr Ibrahima CAMARA

## Anciens élèves
- Safiatou Ba, écrivaine
- Sekou Aba Diallo, homme politique et ancien SG
- Siby Ginette Bellegarde, femme politique
- N'Diaye Fatoumata Coulibaly, ministre
- Ismaël Diadié Haïdara, poète et conservateur de bibliothèque
- Alpha Oumar Konaré, ancien président de la République
- Moussa Konaté, écrivain
- Bruno Maïga, homme politique
- Abdoulaye Sall, homme politique
- Dandara Touré, femme politique
- Togola Marie Jacqueline Nana, femme politique
- Abdoul Karim Camara
- Oumou Touré Traoré, femme politique
- Fadjimata Sidibé, femme politique[1]

## Anciens professeurs
- Salikou Sanogo
- Abdrahamane Baba Touré
- Siby Ginette Bellegarde